# Chlorops novakii
Chlorops novakii är en tvåvingeart som beskrevs av Gabriel Strobl 1902. Chlorops novakii ingår i släktet Chlorops och familjen fritflugor. Inga underarter finns listade i Catalogue of Life.